# Cristiano Salerno
Cristiano Salerno (Imperia, 18 februari 1985) is een Italiaans wielrenner.
Hij begon zijn wielerloopbaan in 2006 bij Tenax. In 2008 stapte hij over naar Team LPR. Sinds 2010 reed hij voor De Rosa-Stac Plastic waarvoor hij in de Ronde van Japan successen behaalde. Tegenwoordig rijdt Salerno voor Bora-Argon 18.

## Belangrijkste overwinningen
2010
- 2e etappe Ronde van Japan
- 5e etappe Ronde van Japan
- Eindklassement Ronde van Japan

2013
- Bergklassement Ronde van Catalonië

## Resultaten in voornaamste wedstrijden
| Jaar | Ronde van Italië | Ronde van Frankrijk | Ronde van Spanje |
| ---- | ---------------- | ------------------- | ---------------- |
| 2007 |                  |                     |                  |
| 2008 |                  |                     |                  |
| 2009 |                  |                     |                  |
| 2010 |                  |                     |                  |
| 2011 | 57e              |                     |                  |
| 2012 | 105e             |                     | 49e              |
| 2013 | 86e              |                     |                  |
| 2014 |                  |                     |                  |
| 2015 |                  |                     |                  |

| Jaar | Milaan-San Remo | Luik-Bast.‑Luik | Ronde van Lombardije |
| ---- | --------------- | --------------- | -------------------- |
| 2007 |                 |                 | 55e                  |
| 2008 |                 |                 |                      |
| 2009 |                 |                 |                      |
| 2010 |                 |                 |                      |
| 2011 |                 |                 | opgave               |
| 2012 |                 |                 | opgave               |
| 2013 |                 | 137e            |                      |
| 2014 |                 |                 |                      |
| 2015 | 89e             |                 |                      |

## Ploegen
- 2004- Team Fidibc.com
- 2005- G.S. Bottoli Artoni Zoccorinese
- 2006- Tenax
- 2007- Tenax
- 2008- Team LPR
- 2009- Team LPR
- 2010- De Rosa-Stac Plastic
- 2011- Liquigas-Cannondale
- 2012- Liquigas-Cannondale
- 2013- Cannondale
- 2014- Cannondale
- 2015- Bora-Argon 18